# 兰竹路 (上海)
31°10′39″N 121°21′42″E / 31.1775961°N 121.3615837°E
兰竹路，是一條位于中國上海市闵行区虹桥镇龙柏新村西部的南北向道路。其贯穿了龙柏四村中央，把龙柏四村分成一小区和三小区二部分。有龙柏新村派出所。